# Ivan Georgiev
Pour les articles homonymes, voir Georgiev.
Ivan Georgiev (prononcé : [ˈivan ʒɔʀʒiɛːv]), né le 21 août 1966 à Bruxelles, est compositeur, pianiste, chanteur et musicothérapeute belge.
Il est réputé notamment pour ses musiques de films, mais également ses débuts sur scène avec le groupe Tuxedomoon.

## Biographie

### Formation et débuts
Depuis la petite enfance, Ivan Georgiev étudie le piano à Bruxelles, et termine ses classes auprès de Pascale Pirmez. Durant l'adolescence, il se consacre également à l'étude du violoncelle (et plus récemment de l'alto), de la guitare classique et électrique, du saxophone, de la basse et de la contrebasse.
Fin d'adolescence, il étudie l'harmonie dans la classe de Jean-Marie Rens ainsi que la musique de chambre. Dans cette classe, il travaille avec le bassoniste Michel Bergmans à la demande de qui il écrit une sonate pour piano et basson ainsi qu'une pièce d'examen pour violoncelle et basson. Dans cette classe, il y rencontre Jeannot Gillis qui lui commandera son premier quatuor à corde, enregistré pour Igloo Records (1998).
C'est grâce à cet enregistrement, remarqué par le producteur Thierry de Coster, qu'il débute réellement sa carrière, avec le succès du film Le Rêve de Gabriel de la réalisatrice Anne Lévy-Morelle en 1997.

### Début de carrière
En 1984, Ivan Georgiev a 18 ans quand il rencontre Yvon Vroman, fondateur du groupe Les Tueurs de la Lune de Miel (Honeymoon Killers). Quelques mois plus tard, celui-ci lui propose de reprendre le poste de bassiste laissé vacant par Vincent Kennis. Mais cette tentative de remonter le groupe n'aboutit pas. Pourtant, cette rencontre marque le début des premiers concerts professionnels, avec notamment Didier Odieux qu'il rencontre grâce l'invitation de ses musiciens, deux ex-Tueurs de La Lune de Miel. Également, grâce à Yvon Vroman, il décroche son premier contrat pour écrire la musique d'un court métrage (Saint-Gilles, mon Biotope d'Anita Beni).
En août 1985, il intègre le groupe Tuxedomoon avec lequel il part en tournée en Europe et aux États-Unis. Il enregistre avec eux deux albums. Il enchaîne quelques groupes jusqu'au milieu des années 1990 (Blaine L. Reininger, etc.) et il écrit entretemps sa première musique de long métrage pour Plan Delta de Bob Visser, un extrait de 10 minutes. À cette époque, Wim Wenders choisit une chanson du groupe Tuxedomoon (Some Guys), pour son film Les Ailes du Désir.

## La musique de film
Ayant écrit un premier quatuor à corde (Trois Paragraphes Suspendus sorti chez Igloo Records), il est remarqué par le producteur Thierry de Coster qui le met en contact avec Anne Lévy-Morelle. Il écrira la bande originale de deux de ses trois longs métrages documentaires et grâce au succès en salle du premier, Le Rêve de Gabriel, il commencera une période intensive de composition, principalement pour le documentaire de création, avec quelques exceptions pour la fiction, courts métrages pour Jean-Charles L'Ami, Micha Wald ou Santos Hévia et longs métrages pour Benoît Peeters, Erik Lamens ou Alain Guesnier.
Le début des années 2000 marque un intérêt croissant pour l'écriture et l'improvisation en musique contemporaine, en compagnie de musiciens tels qu'Igor Semenoff (violoniste dans l'Ensemble Ictus) ou Willy Gouders. À la même époque il remonte brièvement sur scène, notamment avec la chanteuse canadienne Kate Carpenter.
À partir de 2010, parallèlement à son travail de compositeur, il s'est formé auprès de J.P. Bouceffa à la musicothérapie, à Paris (AMIF).
Il travaille également pour la télévision, notamment avec la RTBF pour laquelle il réalise la musique de la campagne de lancement de l'équipe belge pour la Coupe du monde de football. Ou encore une partie des séries de capsules Foot Made In Brazil en 2014 et Foot Made In Russia en 2018.
En 2016, Ivan compose, écrit les paroles (en anglais) et chante pour son premier album Back On The Roads Of Time, sorti en février 2017 chez Freaksville Records, sous le nom d'artiste Ewan.
À partir de l'automne 2018, Ivan Georgiev se concentre sur l'écriture symphonique pour le cinéma, avec notamment une première Symphonic Suite no 1 terminée début 2019 et servira de trame à une fiction en cours d'écriture.
Après la sortie de son second album 21 Shards of Diamonds, l’été 2021 marque le début de collaborations internationales, avec des réalisateurs franco-suédois, américains et canadiens, avec un premier best score à New-York pour Gregory du réalisateur Ben McHugh.
En 2023, il termine la bande originale du long métrage La Abadesa du réalisateur espagnol Antonio Chavarrías.

## Filmographie

### Cinéma
- 1998 : Stand Up de Jean-Charles L'Ami[7]
- 2000 : Le Dernier Plan de Benoît Peeters
- 2002 : Va, petite ! d'Alain Guesnier
- 2006 : La Couleur du sacrifice de Mourad Boucif
- 2008 : Vaincu de Santos Hevia
- 2009 : SM-Rechter[8] d'Erik Lamens[9]
- 2010 : La Vida de Maria de Magdala de Santos Hevia
- 2021 : Gregory de Ben McHugh
- 2022 : La Dérive des continents (au sud) de Lionel Baier

### Documentaires
- 2004 : Un monde absent de Ronnie Ramirez
- Le Rêve de Gabriel d'Anne Lévy-Morelle
- Sur la Pointe du Cœur[10] d'Anne Lévy-Morelle
- Aguaviva de José Luis Penafuerte
- L'ami hollandais, Jef Last & André Gide de Pieter Jan Smit
- Waterloo, l'Ultime Bataille de Hugues Lanneau[11]